# Kōnstantinos Doumtsios
Kōnstantinos Doumtsios (in greco Κωνσταντίνος Δούμτσιος?; Serres, 20 settembre 1997) è un calciatore greco, attaccante del Petrolul Ploiești.

## Carriera
Cresciuto nel settore giovanile del Serres, ha esordito in prima squadra il 15 febbraio 2015, in occasione dell'incontro di Football League perso 2-0 in trasferta contro il Lamia. Al termine della stagione è stato acquistato dall'Īraklīs, dove in due anni non è mai stato impiegato in incontri ufficiali. Dal 2017 al 2019 ha militato in seconda divisione con le maglie di Panserraïkos, Aiginiakos e Doxa Dramas. Nel 2019 si è trasferito al Paniōnios, con cui ha debuttato in Souper Ligka Ellada il 25 agosto dello stesso anno, nella partita persa per 1-2 contro il Volo. Ha concluso la sua prima stagione in prima divisione con 15 presenze e una rete tra campionato e coppa. Rimasto svincolato a seguito del fallimento del club, nel 2020 è passato al Karaïskakīs. L'anno successivo è stato ingaggiato dal Levadeiakos, con cui ha vinto il campionato di seconda divisione al termine della stagione 2021-2022.

## Statistiche

### Presenze e reti nei club
Statistiche aggiornate al 28 dicembre 2022.
| Stagione           | Squadra            | Campionato         | Campionato | Campionato | Coppe nazionali | Coppe nazionali | Coppe nazionali | Coppe continentali | Coppe continentali | Coppe continentali | Altre coppe | Altre coppe | Altre coppe | Totale | Totale |
| Stagione           | Squadra            | Comp               | Pres       | Reti       | Comp            | Pres            | Reti            | Comp               | Pres               | Reti               | Comp        | Pres        | Reti        | Pres   | Reti   |
| ------------------ | ------------------ | ------------------ | ---------- | ---------- | --------------- | --------------- | --------------- | ------------------ | ------------------ | ------------------ | ----------- | ----------- | ----------- | ------ | ------ |
| 2014-2015          | Serres             | FL                 | 10         | 0          | CG              | -               | -               |                    | -                  | -                  |             | -           | -           | 10     | 0      |
| 2017-2018          | Panserraïkos       | FL                 | 29         | 4          | CG              | 1               | 0               |                    | -                  | -                  |             | -           | -           | 30     | 4      |
| 2018-gen. 2019     | Aiginiakos         | FL                 | 7          | 2          | CG              | 1               | 0               |                    | -                  | -                  |             | -           | -           | 8      | 2      |
| gen.-giu. 2019     | Doxa Dramas        | FL                 | 17         | 6          | CG              | -               | -               |                    | -                  | -                  |             | -           | -           | 17     | 6      |
| 2019-2020          | Paniōnios          | SL                 | 10+3       | 0          | CG              | 2               | 1               |                    | -                  | -                  |             | -           | -           | 15     | 1      |
| 2020-2021          | Karaïskakīs        | SL2                | 22+5       | 2+1        |                 | -               | -               |                    | -                  | -                  |             | -           | -           | 27     | 3      |
| 2021-2022          | Levadeiakos        | SL2                | 26+1       | 5+0        | CG              | 3               | 1               |                    | -                  | -                  |             | -           | -           | 30     | 6      |
| 2022-2023          | Levadeiakos        | SL                 | 12         | 1          | CG              | 2               | 0               |                    | -                  | -                  |             | -           | -           | 14     | 1      |
| Totale Levadeiakos | Totale Levadeiakos | Totale Levadeiakos | 38+1       | 6+0        |                 | 5               | 1               |                    | -                  | -                  |             | -           | -           | 44     | 7      |
| Totale carriera    | Totale carriera    | Totale carriera    | 50         | 2          |                 | 3               | 0               |                    | -                  | -                  |             | -           | -           | 53     | 2      |

## Palmarès

### Club

#### Competizioni nazionali
- Souper Ligka Ellada 2: 1

Levadeiakos: 2021-2022 (gruppo B)